# Foppt den Dämon!
 (juin 2018).
Si vous disposez d'ouvrages ou d'articles de référence ou si vous connaissez des sites web de qualité traitant du thème abordé ici, merci de compléter l'article en donnant les références utiles à sa vérifiabilité et en les liant à la section « Notes et références ».
Albums de Subway to Sally
MCMXCV
(1995) Bannkreis
(1997)
Foppt den Dämon! est le troisième album studio du groupe de folk metal allemand Subway to Sally, sorti en 1996.

## Liste des titres
Toutes les paroles sont écrites par Michael Boden (Bodenski), toute la musique est composée par Bodenski et Ingo Hampf.
| 1.    | Kyrie (Instrumental) | 0:56 |
| 2.    | Der Sturm            | 4:00 |
| 3.    | Kain                 | 3:25 |
| 4.    | Sag dem Teufel       | 2:54 |
| 5.    | Der Hofnarr          | 3:30 |
| 6.    | Die Ratten           | 3:31 |
| 7.    | Abgesang             | 5:19 |
| 8.    | Herbstzeit           | 3:08 |
| 9.    | Julia und die Räuber | 2:30 |
| 10.   | Auf der Reise        | 3:23 |
| 11.   | Traum vom Tod II     | 3:17 |
| 12.   | Der Vagabund         | 4:00 |
| 13.   | Maria                | 2:21 |
| 42:13 |                      |      |

## Crédits
| - Michael Boden (Bodenski) : guitare, chant - Michael Simon : guitare, chant - Ingo Hampf : guitare électrique - T.W. : batterie - Silvio "Sugar Ray" Runge : basse - Eric Fish : cornemuse, hautbois, chalemie, chant - Frau Schmidt : violon | - Production : Sven Regener - Mastering : David Young - Ingénierie : Frank Babrikowski, Georg Kaleve - Artwork, pochette : Andreas Marschall, Thomas Bucher - Artwork (septagram) : Ingo Hampf - Photographie : Martin Becker, Kai Wendel |